# The Last Few Bricks
The Last Few Bricks est une pièce instrumentale utilisée par Pink Floyd et Roger Waters dans les concerts de The Wall, entre "Another Brick in the Wall (Part 3)" et "Goodbye Cruel World".
La chanson est improvisée, variant à chaque concert, mais elle contient généralement des passages de The Happiest Days of Our Lives, Don't Leave Me Now, Young Lust, "Empty Spaces"/"What Shall We Do Now?", et parfois même Breathe ou une improvisation similaire à "Any Colour You Like". Elle était jouée sur scène le temps que le mur soit entièrement construit et que Roger Waters n'apparaisse dans le dernier trou du mur pour chanter "Goodbye Cruel World", et ne termine la première partie du spectacle. La plus longue version de cette pièce a été jouée le 7 février 1980 au  Sports Arena de Los Angeles et durait plus de 13 minutes.     
Chose intéressante, avant que l'album live ne soit publié, cette chanson n'avait pas de titre officiel. Son titre était listé Almost Gone sur quelques enregistrements pirates du concert, mais le titre officiel — The Last Few Bricks ("Les dernières briques") n'était pas utilisé dans les concerts de 1980-81, et a été suggéré à Roger Waters par leur producteur James Guthrie pendant le mixage de l'album Is There Anybody Out There? The Wall Live 1980-81.